# Smyrnium olusatrum
Il corinoli comune o macerone (Smyrnium olusatrum L., 1753)  è una pianta appartenente alla famiglia delle Apiaceae.

## Etimologia
Il nome del genere deriva dal greco σμυρνα = mirra, in riferimento all'aroma dei semi, mentre l'epiteto specifico deriva dal latino olus atrum = erba nera, in riferimento al colore dei frutti a maturità.

## Descrizione

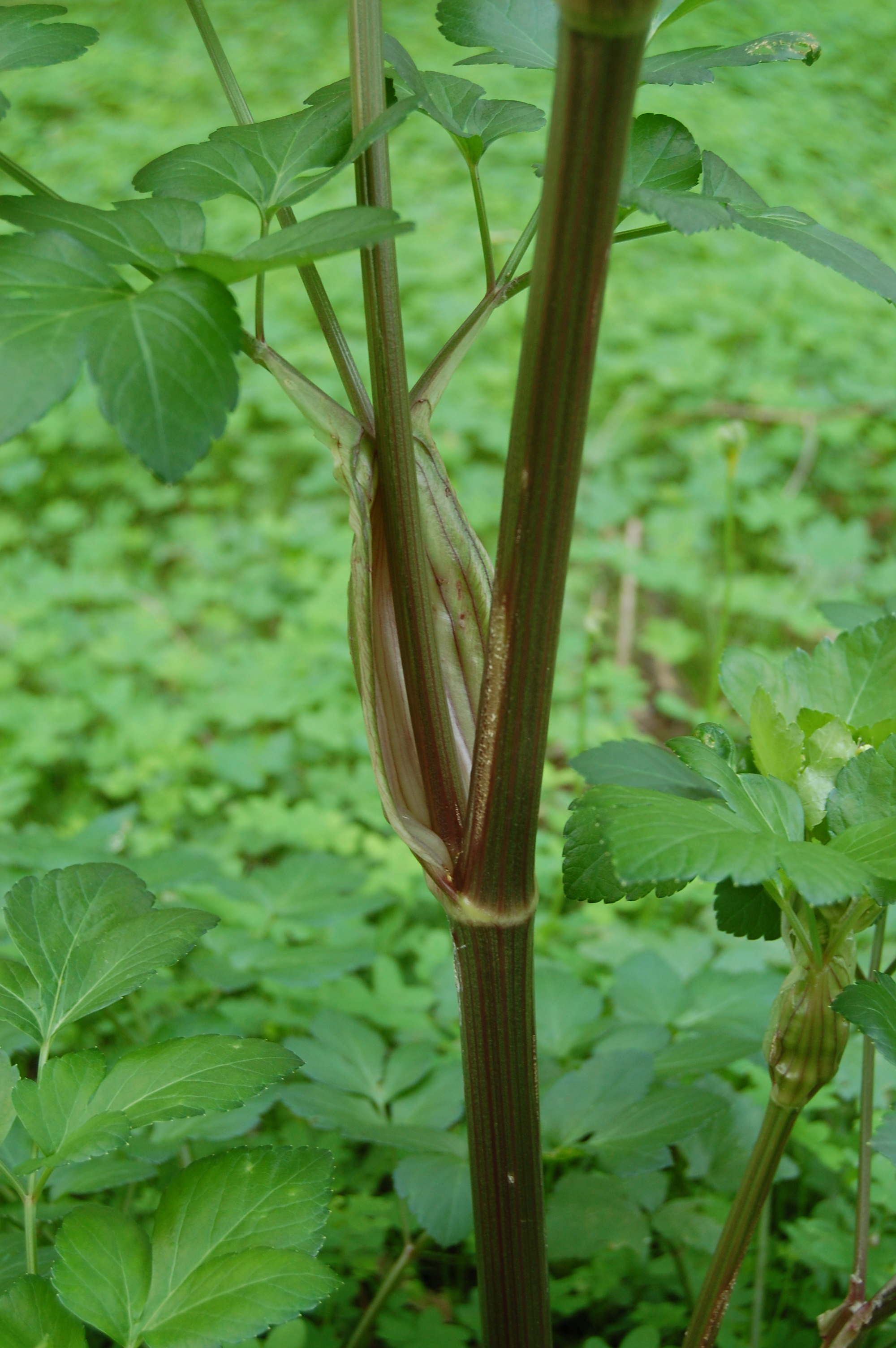
Dettaglio del fusto

Infiorescenza

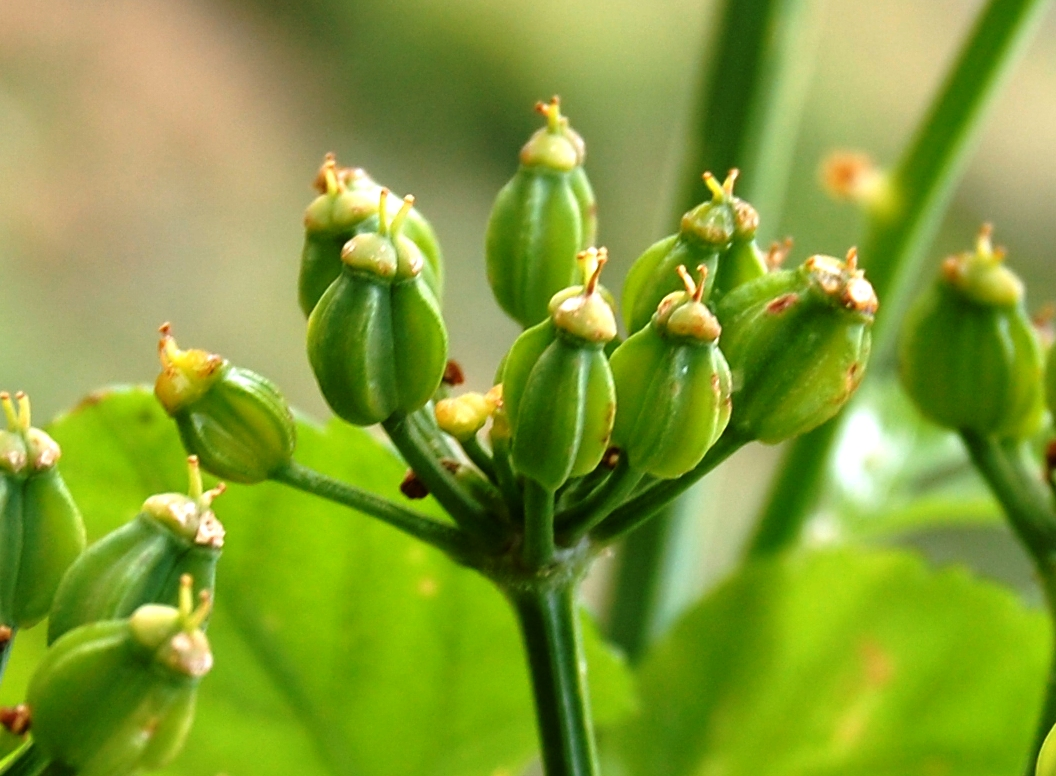
Frutti immaturi

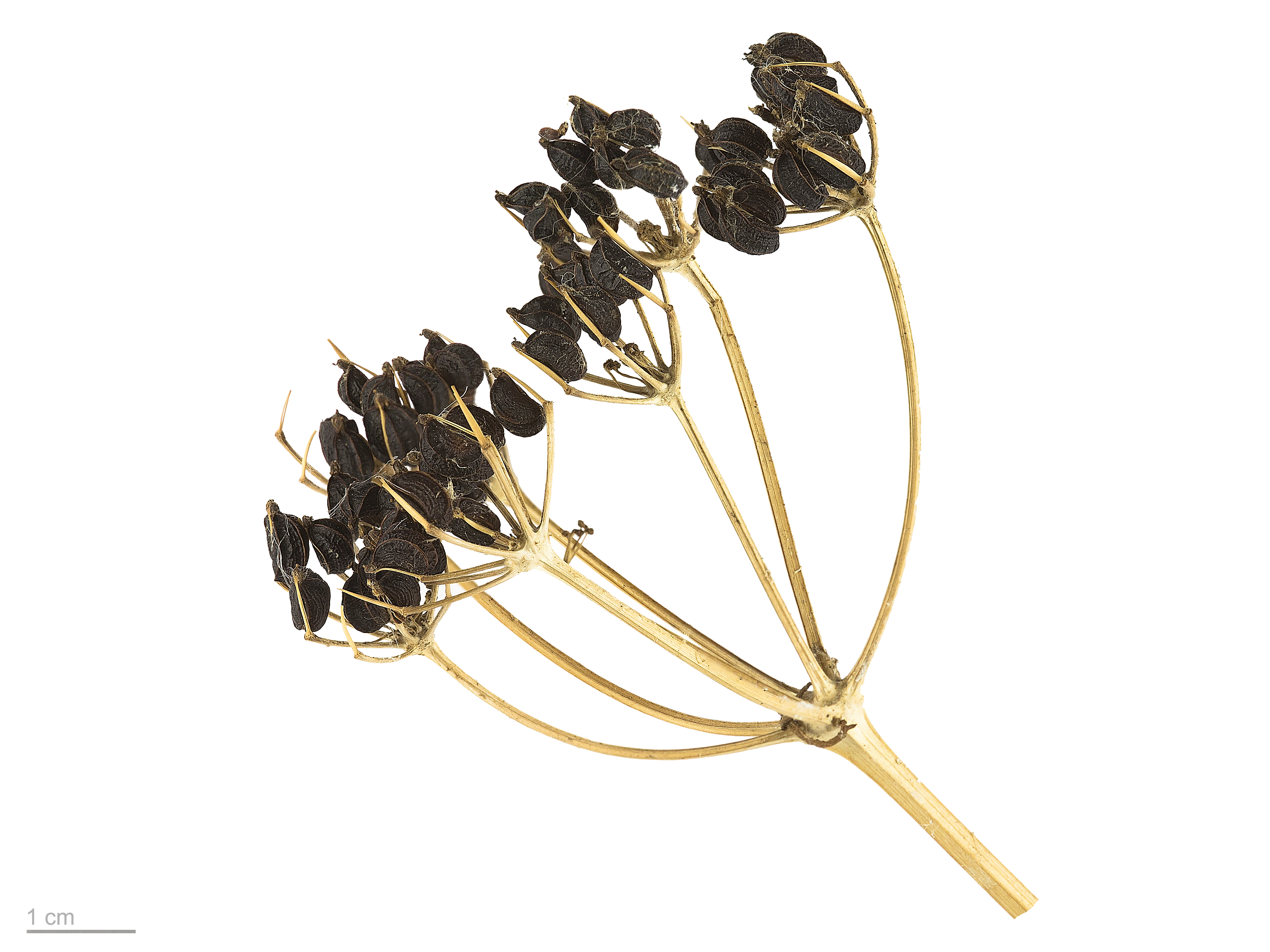
Frutti secchi

È una pianta erbacea biennale, con fusti eretti, cavi, cilindrici, con striature longitudinali rossastre, alti mediamente 40–80 cm, ma che possono superare i 150 cm. Possiede una radice robusta e ramificata.
Le foglie, opposte, di colore verde lucido, sono composte, a foglioline larghe e dentellate. Le foglie basali, più grandi, presentano tre segmenti ovati distinti, larghi 3–4 cm e lunghi circa 10 cm; le foglie superiori, più piccole, sono composte da tre sole foglioline. I piccioli, con venature di colore rossiccio, sono allargati alla loro base, inguainando il gambo.
Forma infiorescenze a ombrella composta da 6-12 (talora anche più) piccoli ombrelluli, con lunghi peduncoli a molti raggi. I fiori, piccoli, a simmetria pentamera, hanno petali giallo-verdastri e presentano al centro un ovario infero a due carpelli. I sepali sono assenti o molto ridotti e il calice è saldato quasi completamente all'ovario. L'ovario porta due stili che si allargano alla base in un disco nettarifero. I fiori sono ermafroditi, ossia presentano sia organi maschili che femminili, e sono impollinati dagli insetti. La fioritura avviene da febbraio a maggio.
I frutti sono degli schizocarpi globulari, lunghi 4–5 mm, dapprima verdi poi neri; a maturità si scindono in due parti, ognuna delle quali contiene un piccolo seme nero, a forma di mezzaluna.

## Distribuzione e habitat
È una specie nativa del bacino del Mediterraneo:
- Africa del Nord: Marocco, Algeria, Tunisia;
- Europa meridionale: Grecia, Italia, ex-Jugoslavia, Francia, Portogallo, Spagna;
- Asia occidentale: Turchia, Cipro, Israele, Libano, Siria.

In tempi remoti è stata introdotta in Europa settentrionale (Gran Bretagna, Irlanda, Paesi Bassi) ove si è naturalizzata.
Cresce in luoghi umidi e ombrosi, ambienti di macchia e incolti, dal livello del mare fino a un'altitudine di 800 m.

## Usi

### Usi gastronomici
- Questa pianta per il suo sapore aromatico veniva anticamente coltivata per uso alimentare ed era nota come "prezzemolo alessandrino" (Petroselinum alexandrinum). Verso il XVI e XVII secolo fu soppiantata dal sedano, domesticato in Italia come ortaggio.
I germogli possono essere consumati crudi in insalata mentre le foglie possono essere usate per aromatizzare minestre. I frutti e i bottoni floreali possono essere utilizzati, crudi o macerati in aceto, per aromatizzare piatti di carne, minestre e insalate. Anche le radici, crude o cotte, sono commestibili.[2][3]

### Usi terapeutici
- Dall'intera pianta (radici, fusti, foglie) è possibile estrarre un olio essenziale ricco in terpenoidi [4]
- Ha proprietà colagoghe e digestive.[5]